# 矢筈トンネル

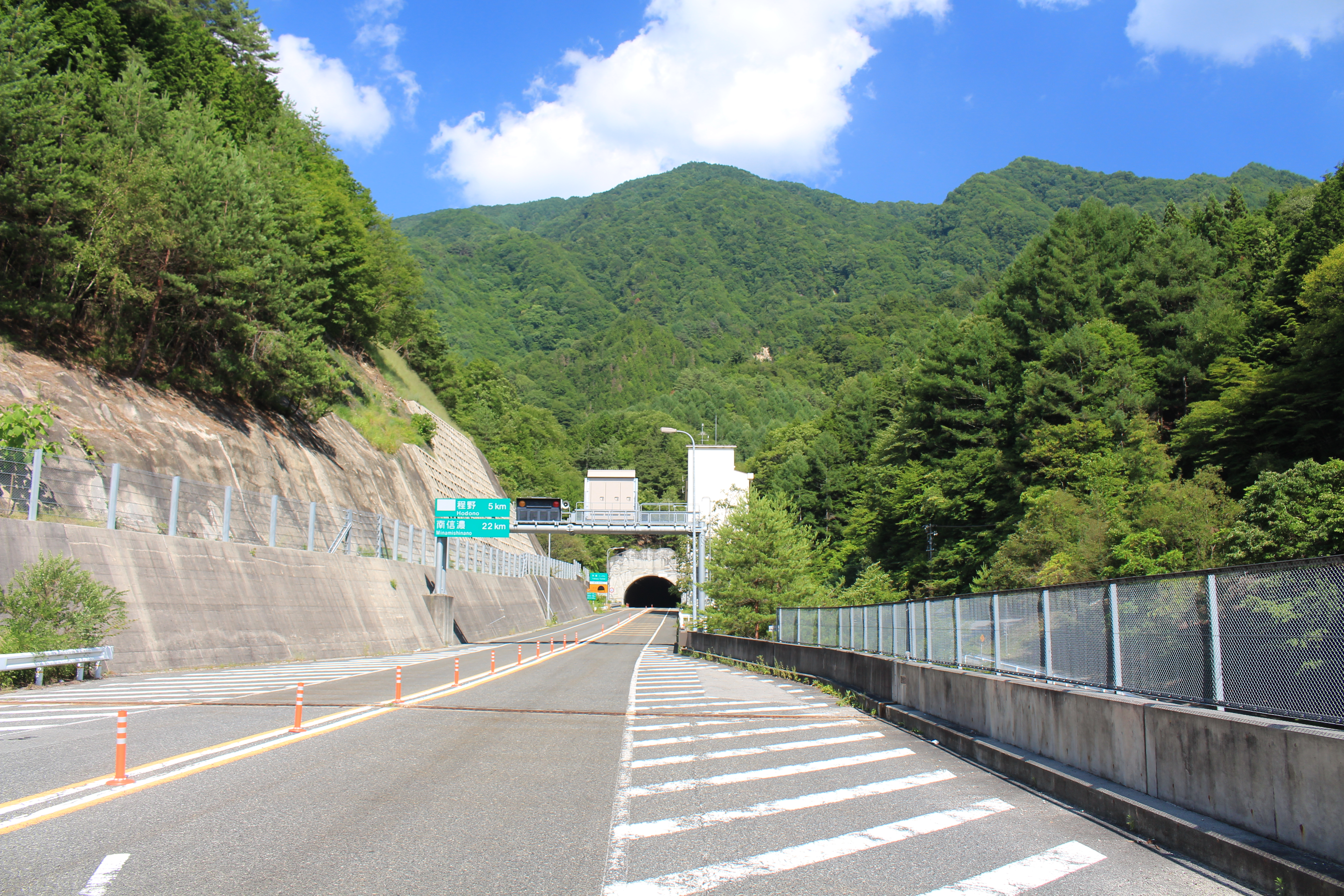
西側（喬木村・喬木IC側）坑口から望む伊那山地を貫通する矢筈トンネル

矢筈トンネル（やはずトンネル）は、長野県下伊那郡喬木村と飯田市との境にある伊那山地を貫通する三遠南信自動車道小川路峠道路（国道474号）のトンネル。全長は4,176 m。

## 地理
伊那山地を東西に抜ける矢筈トンネルは、一般国道474号（三遠南信自動車道の「小川路峠道路」区間として計画中）の一部をなす。
トンネル西側（喬木村）の喬木インターチェンジ以西は、三遠南信自動車道「飯喬道路」区間として計画中である。現在は長野県道251号上飯田線を通って飯田市の中心部に至る。トンネル西側出口の標高は919 m。
トンネル東側（飯田市）は2010年8月現在は国道152号との分岐点があるのみである。ここは現在の分岐点より南に程野インターチェンジが設置されて事業完成となる見込みである。
矢筈トンネル完成までは、飯田市街から上村方面へは赤石隧道が使われていた。矢筈トンネルはほぼ東西に貫通し上村程野地区へ通じるが、赤石隧道を含む赤石林道は小川路峠付近を南東へ向かい、上村中心部へ通じている。

## 矢筈トンネル開通の効果
青崩峠道路懇談会の第1回説明資料「青崩峠道路について」に矢筈トンネルの効果として以下の3点が挙げられている。
- 飯田市中心部にある病院、高度医療施設への通院や患者の移送が円滑化され、医療水準が向上。
- 飯田市中心部へのバス通学が可能になり、学生の子をもつ保護者の経済的・心理的負担が軽減。
- 道路の信頼性向上により人口減少に歯止め。

## 隣

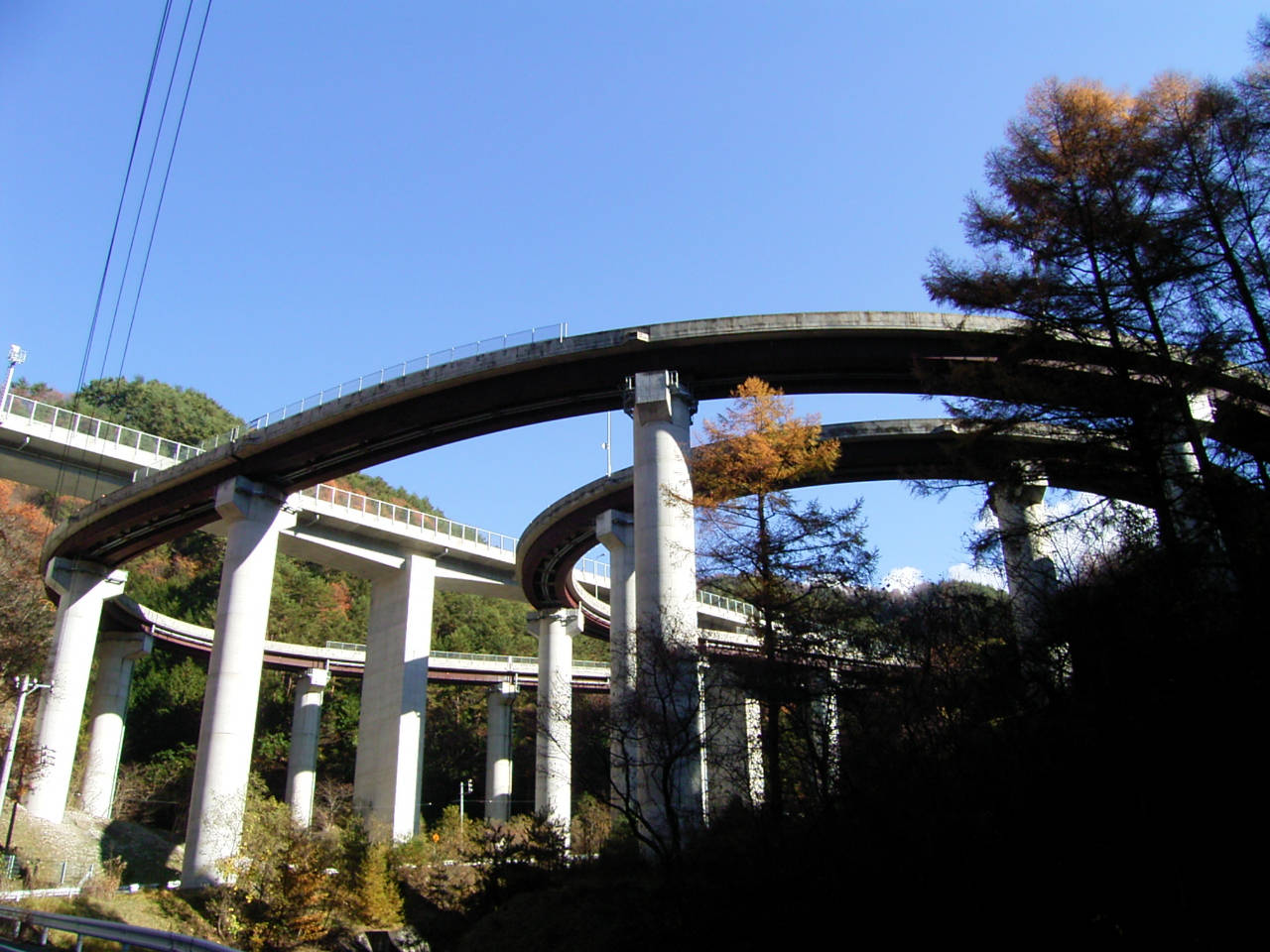
喬木インターチェンジ

E69 三遠南信自動車道
喬木IC - 矢筈トンネル - 程野IC（計画中）

#### 自主公表された情報源・公式サイト・プレスリリース
1. 1 2 3 4 5 6 7  飯田国道事務所「小川路峠道路」
2. ↑  国土交通省・飯田国道事務所・飯喬道路
3. ↑  国土交通省・飯田国道事務所・小川路峠道路地図
4. ↑  青崩峠道路について